# Сара Биазини
Сара Магдалена Биазини (на френски: Sarah Magdalena Biasini) е френска киноактриса. 

## Биография
Сара Биазини е родена на 21 юли 1977 г. в градчето Гасен в Югоизточна Франция, намиращо се на 9 км южно от Сен Тропе. Сара е 5-о поколение актриса в своето семейство – майка ѝ Роми Шнайдер, баба ѝ Магда Шнайдер, дядо ѝ Волф Албах-Рети, прабаба ѝ Роза Албах-Рети и прапрадядо ѝ Рудолф Рети са изключително успешни и известни германски актьори. Въпреки това Сара говори 4 езика, но не и немски. Завършила е Сорбоната в Париж.
Бащата на Сара е вторият съпруг на майка ѝ Даниел Биазини.
Днес тя живее в Париж, заедно с дългогодишния си приятел Тристан Леконт. Той е много известен във Франция, тъй като е изключително успешно реализирал се предприемач.

### Кариера
Сара Биазини дебютира като актриса на 27 години. Първият филм с нейно участие е „Printemps de vie“ и е от 2004 година. През същата година тя се снима в телевизионния филм „Julie, chevalier de Maupin“, който и до днес си остава най-известният ѝ филм. Последният филм на Сара е от 2005 година и се казва „Mon petit doigt m'a dit“.
Сара Биазини се снима за кориците на такива списания като „Пари Мач“ и „Ел“. За първи път се снима за „Пари мач“, когато е само на 6 години.